# Liste der aktuellen Fährschiffe der Ostfriesischen Inseln
Die Liste der Fährschiffe der Ostfriesischen Inseln enthält die Fährschiffe, die aktuell die Inseln Borkum, Juist, Norderney, Baltrum, Langeoog, Spiekeroog und Wangerooge bedienen. Die Ostfriesischen Inseln, die sich zwischen dem Wattenmeer und der Nordsee befinden, werden nachweisbar seit Jahrhunderten von Menschen bewohnt und gehören seit langem zu einer beliebten Ferienregion in Ostfriesland. Traditionell bilden dabei Fährschiffe zur Beförderung von Personen und Waren die wichtigste Verbindung zwischen dem Festland und den Inselhäfen. Die Freifahrt für Schwerbehinderte ist auf ihnen zu allen Inseln möglich.

## Aufbau der Liste
Aufgenommen sind nur die in den Quellen (Literatur und Weblinks) dokumentierten Fährschiffe. Neben einem Bild des Schiffes enthält die Liste den aktuellen Schiffsnamen, die durch die Fähre bediente Insel und deren Koordinaten sowie die Häfen, die auf dem Festland angelaufen werden. Weiterhin werden Hinweise zum Schiffstyp gemacht sowie Auskunft über die Abmessungen, die Passagierkapazität und weitere Lademöglichkeiten des Schiffes gegeben. Die Sortierbarkeit der siebten Spalte richtet sich dabei nach der Passagierkapazität der Fähre. Letztlich wird auch noch das Baujahr des Fährschiffs genannt.
| Bild | Name          | Reederei                              | Bediente Insel | Angelaufener Festlandshafen                                                    | Schiffstyp       | Abmessung                         | Kapazität                      | Baujahr |
| ---- | ------------- | ------------------------------------- | --- | ------------------------------------------------------------------------------ | ---------------- | --------------------------------- | ------------------------------ | ------- |
|      | Baltrum I     | Reederei Baltrum-Linie                | Baltrum 53° 43′ 22,7″ N, 7° 21′ 56,3″ O                                                                                | Neßmersiel 53° 41′ 8,5″ N, 7° 21′ 38,7″ O                                      | Seebäderschiff   | Lüa 45,56 m Büa 12,00 m Tg 1,26 m | Pax: 1.000                     | 1977    |
|      | Baltrum II    | Reederei Baltrum-Linie                | Baltrum 53° 43′ 22,7″ N, 7° 21′ 56,3″ O                                                                                | Neßmersiel 53° 41′ 8,5″ N, 7° 21′ 38,7″ O                                      | LoLo             | Lüa 31,24 m Büa 6,40 m Tg 2,07 m  | Pax: 25 Cargo: 135 t           | 1966    |
|      | Baltrum III   | Reederei Baltrum-Linie                | Baltrum 53° 43′ 22,7″ N, 7° 21′ 56,3″ O                                                                                | Neßmersiel 53° 41′ 8,5″ N, 7° 21′ 38,7″ O                                      | Seebäderschiff   | Lüa 33,50 m Büa 7,00 m Tg 0,96 m  | Pax: 375                       | 1971    |
|      | Baltrum IV    | Reederei Baltrum-Linie                | Baltrum 53° 43′ 22,7″ N, 7° 21′ 56,3″ O                                                                                | Neßmersiel 53° 41′ 8,5″ N, 7° 21′ 38,7″ O                                      | Bereisungsschiff | Lüa 15,44 m Büa 4,30 m Tg 0,58 m  | Pax: 25                        | 1982    |
|      | Frisia I      | Reederei Norden-Frisia                | Norderney 53° 41′ 51,8″ N, 7° 9′ 55,6″ O                                                                               | Norddeich 53° 37′ 36,6″ N, 7° 9′ 29,4″ O                                       | RoPax            | Lüa 63,70 m Büa 12,00 m Tg 1,80 m | Pax: 800 Pkw: 52               | 1970    |
|      | Frisia II     | Reederei Norden-Frisia                | Juist 53° 40′ 24,7″ N, 6° 59′ 45,8″ O Norderney 53° 41′ 51,8″ N, 7° 9′ 55,6″ O                                         | Norddeich 53° 37′ 36,6″ N, 7° 9′ 29,4″ O                                       | RoPax            | Lüa 63,30 m Büa 12,50 m Tg 1,25 m | Pax: 1.355 Pkw: 55             | 1978    |
|      | Frisia III    | Reederei Norden-Frisia                | Norderney 53° 41′ 51,8″ N, 7° 9′ 55,6″ O                                                                               | Norddeich 53° 37′ 36,6″ N, 7° 9′ 29,4″ O                                       | RoPax            | Lüa 74,30 m Büa 13,40 m Tg 1,75 m | Pax: 1.340 Pkw: 60             | 2015    |
|      | Frisia IV     | Reederei Norden-Frisia                | Norderney 53° 41′ 51,8″ N, 7° 9′ 55,6″ O                                                                               | Norddeich 53° 37′ 36,6″ N, 7° 9′ 29,4″ O                                       | RoPax            | Lüa 70,07 m Büa 13,70 m Tg 1,75 m | Pax: 1.350 Pkw: 58             | 2001    |
|      | Frisia VI     | Reederei Norden-Frisia                | Norderney 53° 41′ 51,8″ N, 7° 9′ 55,6″ O Juist 53° 40′ 24,7″ N, 6° 59′ 45,8″ O                                         | Norddeich 53° 37′ 36,6″ N, 7° 9′ 29,4″ O                                       | RoPax            | Lüa 54,90 m Büa 10,90 m Tg 1,45 m | Pax: 1.100 Pkw: 42             | 1965    |
|      | Frisia VII    | Reederei Norden-Frisia                | Juist 53° 40′ 24,7″ N, 6° 59′ 45,8″ O Norderney 53° 41′ 51,8″ N, 7° 9′ 55,6″ O                                         | Norddeich 53° 37′ 36,6″ N, 7° 9′ 29,4″ O                                       | RoPax            | Lüa 53,00 m Büa 9,50 m Tg 1,43 m  | Pax: 13 RoRo 121 m Cargo 300 t | 1984    |
|      | Frisia VIII   | Reederei Norden-Frisia                | Juist 53° 40′ 24,7″ N, 6° 59′ 45,8″ O Norderney 53° 41′ 51,8″ N, 7° 9′ 55,6″ O                                         | Norddeich 53° 37′ 36,6″ N, 7° 9′ 29,4″ O                                       | RoPax            | Lüa 59,00 m Büa 11 m              | Pax: 12                        | 2010    |
|      | Frisia IX     | Reederei Norden-Frisia                | Juist 53° 40′ 24,7″ N, 6° 59′ 45,8″ O Norderney 53° 41′ 51,8″ N, 7° 9′ 55,6″ O                                         | Norddeich 53° 37′ 36,6″ N, 7° 9′ 29,4″ O                                       | Seebäderschiff   | Lüa 57,10 m Büa 8,90 m Tg 1,15 m  | Pax: 785                       | 1980    |
|      | Frisia X      | Reederei Norden-Frisia                | Juist 53° 40′ 24,7″ N, 6° 59′ 45,8″ O Norderney 53° 41′ 51,8″ N, 7° 9′ 55,6″ O                                         | Norddeich 53° 37′ 36,6″ N, 7° 9′ 29,4″ O                                       | Seebäderschiff   | Lüa 36,30 m Büa 7,30 m Tg 1,0 m   | Pax: 290                       | 1972    |
|      | Frisia XI     | Reederei Norden-Frisia                | Juist 53° 40′ 24,7″ N, 6° 59′ 45,8″ O Norderney 53° 41′ 51,8″ N, 7° 9′ 55,6″ O                                         | Norddeich 53° 37′ 36,6″ N, 7° 9′ 29,4″ O                                       | Seebäderschiff   | Lüa 35,36 m Büa 7,00 m Tg 1,0 m   | Pax: 375                       | 1969    |
|      | Frisia E-I    | Reederei Norden-Frisia                | Norderney 53° 41′ 51,8″ N, 7° 9′ 55,6″ O                                                                               | Norddeich 53° 37′ 36,6″ N, 7° 9′ 29,4″ O                                       | Katamaran        | Lüa 32,30 m Büa 9,90 m Tg 1,20 m  | Pax: 150                       | 2024    |
|      | Harle Express | Reederei Warrings                     | Wangerooge 53° 46′ 25,5″ N, 7° 51′ 59,6″ O                                                                             | Harlesiel 53° 42′ 32,7″ N, 7° 48′ 38,1″ O                                      | RoRo             | Lüa 43,5 m Büa 10,0 m Tg 1,79 m   | Pax: 0                         | 2021    |
|      | Harle Gatt    | Reederei Warrings                     | Wangerooge 53° 46′ 25,5″ N, 7° 51′ 59,6″ O                                                                             | Harlesiel 53° 42′ 32,7″ N, 7° 48′ 38,1″ O                                      | RoRo             | Lüa 45,65 m Büa 10,14 m Tg 1,40 m | Pax: 0 RoRo: 60 m              | 1999    |
|      | Harle Sand    | Reederei Warrings                     | Wangerooge 53° 46′ 25,5″ N, 7° 51′ 59,6″ O                                                                             | Harlesiel 53° 42′ 32,7″ N, 7° 48′ 38,1″ O                                      | Seebäderschiff   | Lüa 29,50 m Büa 5,20 m Tg 0,95 m  | Pax: 200                       | 1972    |
|      | Harlingerland | Reederei Warrings                     | Wangerooge 53° 46′ 25,5″ N, 7° 51′ 59,6″ O                                                                             | Harlesiel 53° 42′ 32,7″ N, 7° 48′ 38,1″ O                                      | Seebäderschiff   | Lüa 46,50 m Büa 8,50 m Tg 1,41 m  | Pax: 635                       | 1979    |
|      | Langeoog I    | Schiffahrt der Inselgemeinde Langeoog | Langeoog 53° 43′ 30,6″ N, 7° 29′ 49,8″ O                                                                               | Bensersiel 53° 40′ 41,3″ N, 7° 34′ 21″ O                                       | Seebäderschiff   | Lüa 33,53 m Büa 7,20 m Tg 1,10 m  | Pax: 350                       | 1968    |
|      | Langeoog II   | Schiffahrt der Inselgemeinde Langeoog | Langeoog 53° 43′ 30,6″ N, 7° 29′ 49,8″ O                                                                               | Bensersiel 53° 40′ 41,3″ N, 7° 34′ 21″ O                                       | Seebäderschiff   | Lüa 33,29 m Büa 7,40 m Tg 1,15 m  | Pax: 260                       | 1991    |
|      | Langeoog III  | Schiffahrt der Inselgemeinde Langeoog | Langeoog 53° 43′ 30,6″ N, 7° 29′ 49,8″ O                                                                               | Bensersiel 53° 40′ 41,3″ N, 7° 34′ 21″ O                                       | Seebäderschiff   | Lüa 45,88 m Büa 10,60 m Tg 1,32 m | Pax: 800                       | 1979    |
|      | Langeoog IV   | Schiffahrt der Inselgemeinde Langeoog | Langeoog 53° 43′ 30,6″ N, 7° 29′ 49,8″ O                                                                               | Bensersiel                                                                     | Seebäderschiff   | Lüa 45,88 m Büa 10,60 m Tg 1,32 m | Pax: 800                       | 1979    |
|      | Münsterland   | AG Ems                                | Borkum 53° 33′ 48,1″ N, 6° 45′ 34,7″ O                                                                                 | Emden 53° 20′ 33,4″ N, 7° 11′ 14,4″ O Eemshaven                                | RoPax            | Lüa 78,70 m Büa 12,60 m Tg 2,59 m | Pax: 1.200 Pkw: 70             | 1985    |
|      | Nordlicht     | AG Ems                                | Borkum 53° 33′ 48,1″ N, 6° 45′ 34,7″ O                                                                                 | Emden 53° 20′ 33,4″ N, 7° 11′ 14,4″ O                                          | HSC              | Lüa 38,87 m Büa 9,44 m Tg 1,60 m  | Pax: 272                       | 1989    |
|      | Nordlicht II  | AG Ems                                | Borkum 53° 33′ 48,1″ N, 6° 45′ 34,7″ O                                                                                 | Emden 53° 20′ 33,4″ N, 7° 11′ 14,4″ O                                          | HSC              | Lüa 46,80 m Büa 11,00 m Tg 1,60 m | Pax: 450                       | 2021    |
|      | Onkel Otto    | Schiffahrt der Inselgemeinde Langeoog | Langeoog 53° 43′ 30,6″ N, 7° 29′ 49,8″ O                                                                               | Bensersiel 53° 40′ 41,3″ N, 7° 34′ 21″ O                                       | RoRo             | Lüa 37,50 m Büa 7,20 m Tg 1,20 m  | Pax: 0 RoRo: 34 m              | 1960    |
|      | Ostfriesland  | AG Ems                                | Borkum 53° 33′ 48,1″ N, 6° 45′ 34,7″ O                                                                                 | Emden 53° 20′ 33,4″ N, 7° 11′ 14,4″ O Eemshaven 53° 26′ 47,8″ N, 6° 50′ 0,3″ O | RoPax            | Lüa 94,00 m Büa 12,60 m Tg 2,40 m | Pax: 1.200 Pkw: 70             | 1985    |
|      | Pionier       | Schiffahrt der Inselgemeinde Langeoog | Langeoog 53° 43′ 30,6″ N, 7° 29′ 49,8″ O                                                                               | Bensersiel 53° 40′ 41,3″ N, 7° 34′ 21″ O                                       | RoRo             | Lüa 37,20 m Büa 7,01 m Tg 1,20 m  | Pax: 0 RoRo: 34 m              | 1952    |
|      | Spiekeroog I  | Nordseebad Spiekeroog GmbH            | Spiekeroog 53° 45′ 53,6″ N, 7° 41′ 48,1″ O                                                                             | Neuharlingersiel 53° 42′ 5,2″ N, 7° 42′ 19,1″ O                                | Seebäderschiff   | Lüa 46,75 m Büa 10,00 m Tg 1,31 m | Pax: 750 Gepäck: 18 × 4,7 m³   | 1981    |
|      | Spiekeroog II | Nordseebad Spiekeroog GmbH            | Spiekeroog 53° 45′ 53,6″ N, 7° 41′ 48,1″ O                                                                             | Neuharlingersiel 53° 42′ 5,2″ N, 7° 42′ 19,1″ O                                | Seebäderschiff   | Lüa 47,90 m Büa 9,00 m Tg 1,45 m  | Pax: 700 Gepäck: 12 × 4,7 m³   | 1981    |
|      | Spiekeroog IV | Nordseebad Spiekeroog GmbH            | Spiekeroog 53° 45′ 53,6″ N, 7° 41′ 48,1″ O                                                                             | Neuharlingersiel 53° 42′ 5,2″ N, 7° 42′ 19,1″ O                                | RoPax            | Lüa 45,50 m Büa 10,40 m Tg 1,55 m | Pax: 260 Cargo: 8 × 13,7 t     | 1979    |
|      | Störtebeker   | Entsorgungsreederei                   | Baltrum 53° 43′ 22,7″ N, 7° 21′ 56,3″ O Juist 53° 40′ 24,7″ N, 6° 59′ 45,8″ O Norderney 53° 41′ 51,8″ N, 7° 9′ 55,6″ O | Norddeich 53° 37′ 36,6″ N, 7° 9′ 29,4″ O                                       | RoRo             | Lüa 44,64 m Büa 10,50 m Tg 1,70 m | Pax: 0 RoRo: 29 m              | 1991    |
|      | Wangerooge    | Reederei Warrings                     | Wangerooge 53° 46′ 25,5″ N, 7° 51′ 59,6″ O                                                                             | Harlesiel 53° 42′ 32,7″ N, 7° 48′ 38,1″ O                                      | Seebäderschiff   | Lüa 45,30 m Büa 10,00 m Tg 1,28 m | Pax: 760                       | 1985    |
|      | Westfalen     | AG Ems                                | Borkum 53° 33′ 48,1″ N, 6° 45′ 34,7″ O                                                                                 | Emden 53° 20′ 33,4″ N, 7° 11′ 14,4″ O Eemshaven 53° 26′ 47,8″ N, 6° 50′ 0,3″ O | RoPax            | Lüa 75,34 m Büa 12,60 m Tg 2,41 m | Pax: 1.200 Pkw: 70             | 1972    |
|      | Störtebeker   | AG Ems                                | Borkum 53° 33' 48,1" N, 6° 45' 34,7" O                                                                                 |                                                                                |                  |                                   |                                |         |